# ندای وظیفه: جنگاوری نوین (بازی ویدئویی ۲۰۱۹)
ندای وظیفه: جنگاوری نوین (به انگلیسی: Call of Duty: Modern Warfare) یک بازی ویدئویی به سبک تیراندازی اول شخص است که توسط استودیوی اینفینیتی وارد ساخته شده و به‌وسیلهٔ شرکت اکتیویژن در ۲۵ اکتبر ۲۰۱۹ برای پلتفرم‌های مایکروسافت ویندوز، پلی‌استیشن ۴ و ایکس‌باکس وان منتشر شد. این بازی شانزدهمین نسخه از مجموعه ندای وظیفه و چهارمین نسخه از سری جنگاوری نوین است که برخلاف روال گذشته ادامه نسخه پیشین نبوده و یک بازشروع برای این مجموعه بازی تلقی می‌شود.
ندای وظیفه: جنگاوری نوین در یک فضای واقع بینانه و مدرن اتفاق می‌افتد. داستان بازی دربارهٔ یک افسر سی‌آی‌اِی به نام الکس و نیروهای اس‌اِی‌اس است که یک محموله خطرناک گاز شیمیایی را به کشور خیالی اورزیکستان منتقل کنند. در مسیر این انتقال محموله گاز توسط افراد ناشناس دزدیده می‌شود و چالش‌های بازی از آنجا شروع می‌شود. الکس به همراه تیم خود قصد بازگرداندن محموله و با همکاری با شورشیانی از اورزیکستان، جلو تهاجم نیروهای روسی به این کشور خیالی را بگیرند.
جنگاوری نوین بابت گیم‌پلی، بخش داستانی و چندنفره و گرافیکش مورد تحسین منتقدان قرار گرفت. انتقادهایی بابت پرداختن به موضوع اصلی بخش داستانی، از جمله به تصویر کشیدن ارتش روسیه، و همچنین به‌دلیل مشکلاتی در بخش چندنفره به آن وارد شد. این بازی تا سپتامبر ۲۰۲۰ بیش از ۳۰ میلیون نسخه فروخته بود. دنباله‌ای تحت عنوان ندای وظیفه: جنگاوری نوین ۲ در سال ۲۰۲۲ منتشر شد.

## داستان
شروع داستان بازی Call of Duty: Modern Warfare مأموریت سری یک افسر CIA به نام الکس در سال ۲۰۱۹ را نشان می‌دهد که هدفش انتقال محموله‌های خطرناک گاز شیمیایی به اورزیکستان است، اما در حین انجام این مأموریت، گروهی ناشناس و متخاصم حمله‌ای را صورت داده و محموله‌های گاز ربوده می‌شود. کنترل‌کنندهٔ تیم الکس یعنی کیت لاسول، پس از این اتفاق از سرویس هوایی ویژه (SAS) و کاپیتان جان پرایس درخواست کرد تا محموله‌های شیمیایی را بازیابی کند و به وضعیت و تنش ایجادشده با روسیه رسیدگی کند. ۲۴ ساعت بعد، گروهی از بمب‌گذاران انتحاریِ وابسته به سازمان تروریستی القتلا به رهبری عمر سلیمان (wolf)گرگ به پیکدیلی سرکس در لندن حمله کردند. کایل گریک، گروهبان SAS برای رسیدگی به اوضاع به محل وقوع حادثه اعزام شد تا به نیروی پلیس محلی و پرایس کمک کند. پس از آن، الکس برای دیدار با رهبر شورشیان یعنی فرح کریم به اروزیکستان رفت و توافقی برای پیگیری مواد شیمیایی صورت گرفت، ضمن این که نوعی همکاری برای مقابله با نیروهای روسی مستقر در آنجا که توسط ژنرال رومن بارکوف رهبری می‌شدند نیز صورت گرفت.
پرایس و گریک به یک بیمارستان تحت اشغال القتلا حمله کردند و در آن‌جا از موقعیت wolf آگاه شدند. نیروهای فرح در بیمارستان رمزا در اروزیکستان حرکت کردند و wolf را با کمک الکس اسیر کردند. مدتی بعد، دست راست گرگ، یعنی جمال رهار ملقب به Butcher (قصاب) افراد خود را جمع کرد و در اقدامی برای آزادسازی wolf به سفارت ایالات متحده در اروزیکستان یورش برد. پرایس، گریک، الکس، فرح و نیروهای دفاعی سفارت با هم برای تأمین امنیت گرگ همکاری کردند، اما در نهایت شکست خوردند. فرح سپس طرحی را به‌منظور گرفتار کردن افراد گرگ در «بزرگراه مرگ» (Highway of Death) در اورزیکستان ارائه داد. نقشهٔ او زمانی که افراد بارکوو به نیروهای شورشی و شبه نظامیان القتلا حمله کردند دچار انحراف شد. حدیر، برادر فرح که افشا کرده بود دزد محموله‌های شیمیایی مأموریت الکس بوده در اقدامی برای مقابله با نیروهای متخاصم، مواد شیمیایی موجود را در منطقه پخش کرد و همهٔ افراد بارکوو و نیروهای القتلا را کشت. فرح و الکس نیز به سختی جان سالم به در بردند.
داستان بازی ندای وظیفه: جنگاوری نوین به ۲۰ سال پیش می‌رود، به زمانی که فرح و حدیر نوجوان بودند پدر و مادر خود در جریان اقدام بارکوو برای تصاحب کنترل اروزیکستان از دست دادند و یتیم شدند. این دو تلاش کردند تا از کشور فرار کنند، اما توسط بارکوو اسیر و زندانی شدند. در سال‌های بعد فرح شورشی را آغاز کرد و خودش تحت عنوان «فرمانده کریم» به فرماندهٔ اول شورشیان و برادرش حدیر به فرمانده دوم آن‌ها تبدیل شد. فرح پس از دستگیری‌اش در سال ۲۰۰۹، موفق به فرار از اردوگاه زندان بارکوو شد و پس از آن توانست بسیاری از شورشیان از جمله حدیر را با کمک پرایس جوان آزاد کند. در بازگشت به زمان حال، حدیر ظاهراً به نیروهای القتلا پیوسته‌است و تیم فرح و پرایس را وادار که به همراه الکس  آن‌ها به مخفی‌گاه گرگ نفوذ کردند و موفق به کشتن او شدند اما اثری از حدیر نبود. گاز زیادی هنوز در منطقه وجود داشت و دولت ایالات متحده نیز ارتش آزادی‌بخش فرح را به عنوان یک تهدید تروریستی خارجی اعلام کرده بود. الکس که از تصمیمات و توانایی لاسول برای کمک به او ناامید شده بود، تصمیم گرفت به عنوان بخشی از ارتش فرح در اورزیکستان بماند.
به‌دنبال اطلاع از یک حملهٔ احتمالی توسط حدیرر به روسیه، پرایس و گریک به سن‌پترزبورگ رفتند و با رابط قدیمی پرایس یعنی نیکولای تماس گرفتند. آن‌ها موفق شدند نشستی از القتلا را رهگیری کنند و قصاب را دستگیر کنند. از آن‌جا که قصاب از بازجویی خودداری می‌کرد، پرایس متوسل به تهدید کردن همسر و پسر او شد تا قصاب همکاری کند. گریک در این مقطع قادر به کشتن قصاب یا زنده گذاشتن او است. آن‌ها پی بردند که حدیر قصد دارد به بارکوو در ملک او در مولداوی حمله کند، و به این ترتیب او را ردگیری کردند. در این ملک، پرایس و گریک از طریق حدیر به موقعیت کارخانهٔ گاز بارکوو پی بردند و سپس به سختی از درگیری ایجادشده فرار کردند. در این مقطع از داستان بازی ندای وظیفه: جنگاوری نوین، لاسول به پرایس اطلاع داد که روسیه خواستار تحویل دادن حدیر به آن‌ها است. پرایس با حسرت این کار را انجام داد، اما با این شرط که اطلاعات مربوط کارخانهٔ گاز حفظ شود.
پرایس و گریک در اورزیکستان با فرح و الکس دیدار کردند و سپس حملهٔ خود به کارخانه را برنامه‌ریزی کردند. تیم با با کمک لاسول در کارخانه پیشروی کرد تا مواد منفجره‌ای که توسط نیکولای تهیه شده بود را به‌منظور تخریب این تأسیسات کارگذاری کند. با این حال، زمانی که الکس در حال مبارزه با یک سرباز سنگین‌زره (Spetsnaz) بود، مواد منفجرکننده آسیب دیدند و بی‌استفاده شدند. پس از آن، الکس داوطلب شد تا مواد منفجره را به‌صورت دستی تنظیم کند و جان خودش را فدا کند. در حالی که بارکوو سعی داشت با بالگرد از تأسیسات فرار کند، فرح که در کمین او بود موفق به کشتن بارکوو با ضربات چاقو شد. نیروهای فرح و تیم پرایس در هنگام تخریب کارخانه از محل تخلیه شدند.
با مرگ بارکوو و انکار روسیه در ارتباط داشتن با این قضایا، پرایس و لاسول یک نیروی مسلح جدید موسوم به ۱۴۱ را آماده‌سازی کردند تا علیه تروریست روسی یعنی ویکتور زاخایف اقدام کنند. در همین زمان، خالد الاسد(شخصیت فصل اول کالاف دیوتی مدرن وارفر)تصرف خود را در منطقه آغاز کرده بود.

## ساخت
همانند دیگر نسخه‌های سری بازی‌های ندای وظیفه ساختن این نسخه یک سال طول کشید.موتور بازی تازه‌ساز است و از فناوری گرافیکی رهگیری پرتو (ray tracing) و کیفیت رزولوشن تصویر ۴کی استفاده می‌کند. این بازی از موتور آی‌دبلیو ۸٫۰ بهره می‌برد.

## اختلاف نظرها
به علت وجود امکان کشتن مردم بی‌سلاح و وجود بمب فسفر سفید به بازی ایراداتی از منتقدان گرفته شد.